# Movimento Nazional-Sindacalista
Il Movimento Nazional-Sindacalista (in portoghese: Movimento Nacional-Sindicalista) è stato un movimento politico fascista di breve durata sviluppatosi nel Portogallo degli anni trenta, in concomitanza con il nazional-sindacalismo spagnolo delle Juntas de Ofensiva Nacional-Sindicalista (1931) e della Falange spagnola (1933).

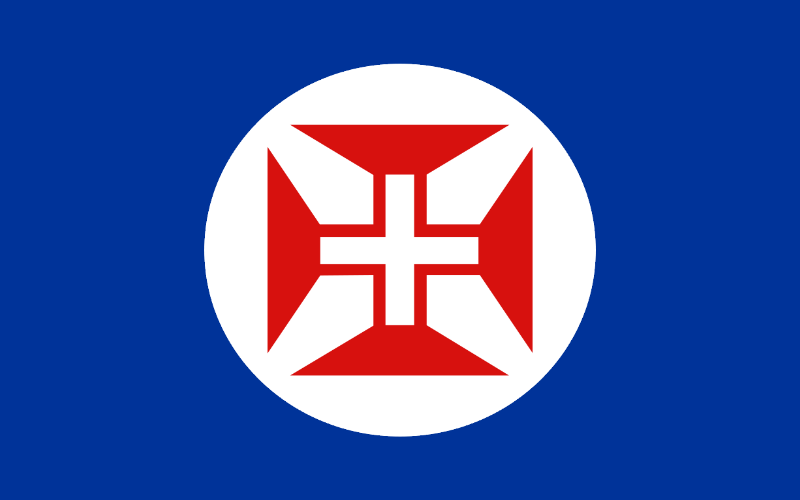
Bandiera del Movimento Nacional-Sindicalista

## Storia
Sotto la guida di Francisco Rolão Preto, il sindacalismo nazionale portoghese è stato fondato nel 1932 sulla tradizione dell'integralismo lusitano, movimento conservativo monarchico e cattolico integralista. Ha offerto una piattaforma terzoposizionista contraria sia al capitalismo che al comunismo basata sul corporativismo che prevede porterebbe a completare un sistema che superi le divisioni classiste ispirate al marxismo o all'anarchia.
Prese la Croce dell'Ordine di Cristo come emblema, a sottolineare la sua etica cristiana di uguaglianza sociale, e ha definito la propria milizia armata Camisas azuis (camicie blu), così come il fascismo italiano aveva le camicie nere e in coincidenza con il colore della Falange spagnola, che ha utilizzato questo colore per somigliare alle tute blu degli operai. Ha anche utilizzato il saluto romano.
Il Movimento Nacional-Sindicalista è sempre rimasto su posizioni critiche nei confronti dell'Estado Novo di António de Oliveira Salazar, anche se questo si dichiarava filofascista. Salazar inizialmente sembrava disposto a consentire l'attività del movimento, e acconsentì loro anche a tenere un congresso nazionale (novembre 1933). Il movimento si divise, essendo molti dei suoi membri attratti da parte delle istituzioni del nuovo regime. Ma il 29 luglio 1934 Salazar ha annunciato lo scioglimento per legge del gruppo.
Nonostante la sua fine ufficiale, continuò l'attività in clandestinità, e Preto ordì una congiura contro il governo salazarista, a cui presero parte anche monarchici, Partito repubblicano portoghese e alcuni socialisti e anarchici, uniti semplicemente dalla volontà di rovesciare il regime dittatoriale. La rivolta ha avuto luogo il 10 settembre 1935, ma non avendo ricevuto un sostegno sufficiente, ridotto a un piccolo gruppo di soldati a bordo della nave da battaglia Bartolomeu Dias e un altro nella zona di Penha de França nella città di Lisbona. Il colpo di Stato fu immediatamente soffocato. Preto è andato in esilio e ha suscitato da parte del governo un forte giro di vite sui militanti della sua linea nazionalsindacalista. Il resto fu assorbito dall'Unione Nazionale.